# Гавіленд (Нью-Йорк)
Гавіленд (англ. Haviland) — переписна місцевість (CDP) в США, в окрузі Дачесс штату Нью-Йорк. Населення — 4174 особи (2020).

## Географія
Гавіленд розташований за координатами 41°46′8″ пн. ш. 73°54′0″ зх. д. / 41.76889° пн. ш. 73.90000° зх. д. (41.768879, -73.899959).  За даними Бюро перепису населення США в 2010 році переписна місцевість мала площу 10,10 км², з яких 10,01 км² — суходіл та 0,09 км² — водойми.

## Демографія
Згідно з переписом 2010 року, у переписній місцевості мешкали 3634 особи в 1424 домогосподарствах у складі 994 родин. Густота населення становила 360 осіб/км².  Було 1495 помешкань (148/км²).
Расовий склад населення:
| - 87,2 % — білих - 5,7 % — чорних або афроамериканців - 2,2 % — азіатів - 0,1 % — корінних американців - 2,4 % — осіб інших рас |

До двох чи більше рас належало 2,4 %. Частка іспаномовних становила 5,5 % від усіх жителів.
За віковим діапазоном населення розподілялося таким чином: 21,9 % — особи молодші 18 років, 60,6 % — особи у віці 18—64 років, 17,5 % — особи у віці 65 років та старші. Медіана віку мешканця становила 43,7 року. На 100 осіб жіночої статі у переписній місцевості припадало 93,3 чоловіків;  на 100 жінок у віці від 18 років та старших — 92,5 чоловіків також старших 18 років.
Середній дохід на одне домашнє господарство  становив 89 827 доларів США (медіана — 82 885), а середній дохід на одну сім'ю — 100 067 доларів (медіана — 97 304). Медіана доходів становила 58 862 долари для чоловіків та 43 932 долари для жінок. За межею бідності перебувало 4,1 % осіб, у тому числі 4,3 % дітей у віці до 18 років та 4,8 % осіб у віці 65 років та старших.
Цивільне працевлаштоване населення становило 1981 особа. Основні галузі зайнятості: освіта, охорона здоров'я та соціальна допомога — 34,2 %, виробництво — 18,3 %, роздрібна торгівля — 12,0 %, фінанси, страхування та нерухомість — 7,5 %.